# Alydar
Alydar, född den 23 mars 1975 på Calumet Farm i Lexington i Kentucky i USA, död den 15 november 1990, var en amerikansk galopphäst. Han var mest känd för att ha slutat tvåa efter Affirmed i alla tre Triple Crown-lopp 1978. För varje lopp minskade Affirmeds segermarginal; Affirmed vann med 1,5 längd i Kentucky Derby, med en hals i Preakness Stakes och endast med ett huvud i Belmont Stakes. Alydar har beskrivits som den bästa hästen i fullblodshistoria som aldrig har vunnit ett större lopp. Han dog under misstänkta omständigheter.

## Karriär
Alydar sattes i träning hos John M. Veitch, som även tränade Alydars halvsyster, Our Mims, och reds av Jorge Velásquez. Under treåringssäsongen 1978 duellerade Alydar konstant med Affirmed i alla tre Triple Crown-lopp, och kom på andra plats i samtliga.
Under tävlingskarriären sprang Alydar in 957 195 dollar på 26 startar, varav 14 segrar, 9 andraplatser och en tredjeplats. Han tävlade mot Affirmed tio gånger i sin karriär, och segrade tre gånger. Alydar valdes in i United States Racing Hall of Fame 1989.
Efter att tävlingskarriären avslutats 1979, hade Alydar en mycket framgångsrik karriär som avelshingst. 

### Mystisk död
Den 13 november 1990 visade det sig att Alydar brutit sitt högra bakben i sin box på Calumet Farm i Lexington, Kentucky. Nödkirurgi utfördes nästa dag i ett försök att reparera skadan, men benet bröts igen. Alydar avlivades den 15 november. Vid den tidpunkten hade ägaren till Calumet Farm, John Thomas Lundy, stora ekonomiska problem. Han utreddes av federala åklagare i slutet av 1990-talet, och  år 2000 åtalades och dömdes han för bedrägerier och mutbrott till nästan fyra år i fängelse. Gårdens tidigare advokat, Gary Matthews, dömdes också till 21 månaders fängelsestraff. Tidningen Texas Monthly beskrev Alydars död som "en rörande saga av girighet, bedrägeri och nästan otänkbar grymhet som kunde ha tagits direkt från en bästsäljande roman av Dick Francis."  Alydar är begravd på Calumet Farm.

## Rivaliteten med Affirmed
| Datum      | Bana            | Löp                   | Distans       | Alydars placering | Affirmeds placering | Marginal                |
| ---------- | --------------- | --------------------- | ------------- | ----------------- | ------------------- | ----------------------- |
| 6/15/1977  | Belmont Park    | Youthful Stakes       | 5 1/5 furlong | 5                 | 1                   | 5 längder (till Alydar) |
| 7/6/1977   | Belmont Park    | Great American Stakes | 5 1/2 furlong | 1                 | 2                   | 3 1/2 längd             |
| 8/27/1977  | Saratoga        | Hopeful Stakes        | 6 1/2 furlong | 2                 | 1                   | 1/2 längd               |
| 9/10/1977  | Belmont Park    | Belmont Futurity      | 7 furlongs    | 2                 | 1                   | nos                     |
| 10/15/1977 | Belmont Park    | Champagne Stakes      | 1 mile        | 1                 | 2                   | 1 1/4 längd             |
| 10/29/1977 | Laurel Park     | Laurel Futurity       | 1 1/16 miles  | 2                 | 1                   | hals                    |
| 5/6/1978   | Churchill Downs | Kentucky Derby        | 1 1/4 miles   | 2                 | 1                   | 1 1/2 längd             |
| 5/20/1978  | Pimlico         | Preakness Stakes      | 1 3/16 miles  | 2                 | 1                   | hals                    |
| 6/10/1978  | Belmont Park    | Belmont Stakes        | 1 1/2 miles   | 2                 | 1                   | huvud                   |
| 8/19/1978  | Saratoga        | Travers Stakes        | 1 1/4 miles   | 1*                | 2*                  | 1 3/4* längd            |

Resultat: Affirmed 7, Alydar 3
*I deras sista möte i Travers Stakes skar Affirmed mållinjen före Alydar. Måldomarna valde dock att flytta ner Affirmed från första till andra plats på grund av trängning, vilket resulterade i att Alydar fick segern.

## Fortsatt läsning
- Auerbach, Ann Hagedorn. Wild Ride, The Rise and Tragic Fall of Calumet Farm, Inc., America's Premier Racing Dynasty. Henry Holt & Co. ISBN 0-8050-2003-9.